# Josette Day

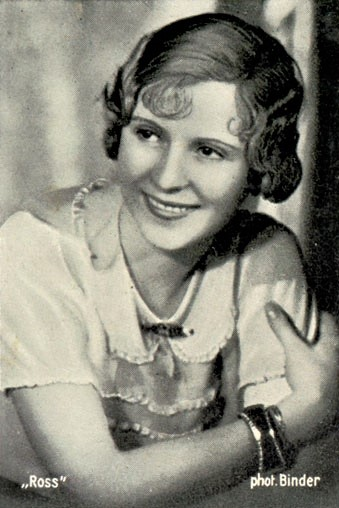
Josette Day Ende der 1920er Jahre auf einer Fotografie von Alexander Binder

Josette Day (* 31. Juli 1914 in Paris; † 27. Juni 1978 ebenda; eigentlich Josette Noëlle Andrée Claire Dagory) war eine französische Filmschauspielerin.

## Leben
Josette Day wurde 1914 als Josette Noëlle Andrée Claire Dagory in eine Theaterfamilie hineingeboren. Bereits im Alter von drei Jahren trat sie als kleine Tänzerin auf der Bühne der Pariser Oper auf. Mit fünf Jahren stand sie erstmals vor der Filmkamera. In den 1920er Jahren kehrte sie als Tänzerin zur Bühne zurück. Erst 1931 setzte sie ihre Filmkarriere unter dem Künstlernamen Josette Day fort.
Unter der Regie von Alexei Michailowitsch Granowski war sie 1933 neben Emil Jannings in dem Film König Pausole, basierend auf der Operette Die Abenteuer des Königs Pausole (1930) von Arthur Honegger, zu sehen. Während der 1930er und 1940er Jahre spielte sie zahlreiche Hauptrollen in französischen Filmen, meist als naive Liebhaberin, die nach vielen Irrungen am Ende glücklich heiratet. Ihre international bekannteste Rolle ist die der schönen Bella an der Seite von Jean Marais in Jean Cocteaus Märchenfilmklassiker Es war einmal (1946), der in Deutschland auch unter dem Titel Die Schöne und die Bestie bekannt ist. Cocteau besetzte sie auch in Die schrecklichen Eltern (1948), einer Verfilmung seines eigenen Theaterstücks aus dem Jahr 1938.
1939 lernte Josette Day den französischen Filmemacher Marcel Pagnol kennen, in dessen erfolgreichem Kriegsdrama La Fille du puisatier (1940) sie neben Raimu und Fernandel die weibliche Hauptrolle spielte. Sie wurden ein Paar, gingen aber bereits 1943 wieder getrennte Wege. Ende der 1940er Jahre heiratete Day den belgischen Großindustriellen Maurice Solvay. Mit nur 36 Jahren beendete sie 1950 ihre Karriere und widmete sich fortan ihrem Privatleben und Wohltätigkeitsarbeiten.
Josette Day starb 1978 im Alter von 63 Jahren in ihrer Heimatstadt. Sie wurde auf dem Pariser Friedhof Père-Lachaise (Kolumbarium) beigesetzt.

## Filmografie (Auswahl)
- 1919: Âmes d’orient
- 1932: Hallo Hallo! Hier spricht Berlin! (Allô Berlin? Ici Paris!)
- 1933: Le Barbier de Séville
- 1933: The Merry Monarch
- 1933: König Pausole
- 1935: Antonia, romance hongroise
- 1935: Lucrezia Borgia (Lucrèce Borgia)
- 1936: Der Mann des Tages (L’Homme du jour)
- 1937: Messieurs les ronds de cuir
- 1938: Das zehnte Mädel soll es sein (Accord final)
- 1939: Monsieur Brotonneau
- 1940: Die Tochter des Brunnenbauers (La Fille du puisatier)
- 1943: Arlette et l’amour
- 1946: Es war einmal (La Belle et la Bête)
- 1948: La Révoltée
- 1948: Die schrecklichen Eltern (Les Parents terribles)
- 1950: Ein Seemann ist kein Schneemann (Swiss Tour)